# Katharina Sutter
Pour les articles homonymes, voir Sutter.
Katharina Sutter, née le 27 juillet 1968 à Bülach, est une bobeuse suisse.

## Carrière
Avec Françoise Burdet, elle remporte la médaille de bronze des Mondiaux en 2000 à Winterberg, la médaille d'or des Mondiaux en 2001 à Calgary et se classe quatrième des Jeux olympiques de 2002 à Salt Lake City. En 2007, elle remporte la médaille de bronze mondiale par équipe mixte.

## Palmarès

### Championnats monde
- : médaillé de bronze en équipe mixte aux championnats monde de 2007.

### Coupe du monde
- 1 podium : 
  - en bob à 2 : 1 deuxième place.